# Montgaillard-de-Salies
Montgaillard-de-Salies è un comune francese di 102 abitanti situato nel dipartimento dell'Alta Garonna nella regione dell'Occitania.

## Società

### Evoluzione demografica
Abitanti censiti